# Ekkersrijt (bedrijventerrein)
Ekkersrijt is een bedrijventerrein van ruim 240 ha in de gemeente Son en Breugel tussen de A50 en het Wilhelminakanaal.
De aanleg van het bedrijventerrein begon in 1980. De bedrijfsactiviteiten van het gebied concentreren zich op drie thema's: het Science Park (hightech), het Multimedia Park en het Meubelplein.
Bij het grote publiek is het terrein vooral bekend als meubelboulevard, met onder meer een vestiging van IKEA. In totaliteit zijn er 320 bedrijven gevestigd die gezamenlijk zorg dragen voor een werkgelegenheid van 10.000 personen.
De gemeente is in samenwerking met Eindhoven reeds begonnen met een herstructureringsproject dat loopt tot 2010 om het bedrijvenpark te moderniseren. Het ministerie van Economische Zaken heeft de bedrijventerreinen Ekkersrijt, De Kade (bedrijventerrein) en De Hurk/Croy gezamenlijk aangewezen als Topproject Eindhoven, in het kader van de ontwikkeling van de regio Brainport Eindhoven.